# Ciudad Obregón-i egyházmegye
A Ciudad Obregón-i főegyházmegye (spanyolul: Diócesis de Ciudad Obregón, latinul: Dioecesis Civitatis Obregonensis) a római katolikus egyház egyik mexikói egyházmegyéje. Püspöki székvárosa Ciudad Obregón, székesegyháza az ottani Jézus Szent Szíve székesegyház. Megyéspüspöke Felipe Padilla Cardona. Az egyházmegye az Hermosillói főegyházmegye szuffragán egyházmegyéje.

## Ciudad Obregón főpásztorai
- José de la Soledad Torres y Castañeda (1959. november 28–1967. március 4.)
- Miguel González Ibarra (1967. július 15.–1981. november 14.)
- Luis Reynoso Cervantes (1982. július 15.–1987. augusztus 17.) Cuernavaca püspöke,
- Vicente García Bernal (1988. március 30–2005. november 8.) – nyugalmazott
- Juan Manuel Mancilla Sánchez (2005. november 8.–2009. június 18.) Texcoco püspöke
- Felipe Padilla Cardona (2009. október 1.– )

## Szomszédos egyházmegyék
- Hermosillói főegyházmegye (északnyugat)
- Nogalesi egyházmegye (észak)
- Nuevo Casas Grandes-i egyházmegye (északkelet)
- Cuauhtémoc-Maderai egyházmegye (kelet)
- Tarahumarai egyházmegye (kelet)
- Culiacáni egyházmegye (délkelet)

## Fordítás
Ez a szócikk részben vagy egészben  a   Roman Catholic Diocese of Ciudad Obregón című angol Wikipédia-szócikk fordításán alapul.  Az eredeti cikk szerkesztőit annak laptörténete sorolja fel. Ez a jelzés csupán a megfogalmazás eredetét és a szerzői jogokat jelzi, nem szolgál a cikkben szereplő információk forrásmegjelöléseként.